# Mouvement de libération du peuple africain
Le Mouvement de libération du peuple africain (MLPA, en anglais : African People's Liberation Movement, APLM) est un mouvement séparatiste camerounais succédant à la Ligue des jeunes du Cameroun méridional (LJCM), avec laquelle il partage un logo presque identique. 
Il est dirigé par Ebenezer Akwanga, qui commande également sa branche armée, les Forces de défense du Cameroun méridional (FDCM).
En mars 2019, l'APLM participe à une conférence camerounaise anglophone, à Washington, D.C. A cette conférence, un certain nombre de groupes séparatistes, (y compris le gouvernement intérimaire de l'Ambazonie) et des fédéralistes participent. Cette dernière aboutit à un accord pour former un front commun, avec la création du Conseil de libération du Cameroun méridional.